# Joseph Alioto
Joseph Alioto (San Francisco, 1916. február 12. – San Francisco, 1998. január 29.) amerikai olasz politikus, San Francisco polgármestere. Édesapja Szicíliából vándorolt ki. 1968-ban John Shelleyt követte szülővárosa élén, 1976-ban George Moscone váltotta. Felesége a szintén politikus Kathleen Sullivan Alioto, lánya Angela Alioto, unokái Joe Alioto Veronese és Michela Alioto-Pier.